# پنتون ۴۴۸ سی
پنتون ۴۴۸ سی (به انگلیسی: Pantone 448 C) رنگی در سیستم رنگ پنتون است. این رنگ که به عنوان قهوه‌ای تیره ملایم توصیف می‌شود و به‌طور غیررسمی «زشت‌ترین رنگ جهان» نامیده می‌شود، در سال ۲۰۱۲ به عنوان رنگ برای بسته‌بندی تنباکو و سیگار ساده در استرالیا انتخاب شد، پس از اینکه محققان بازار تشخیص دادند که این رنگ کمترین جذابیت را دارد.

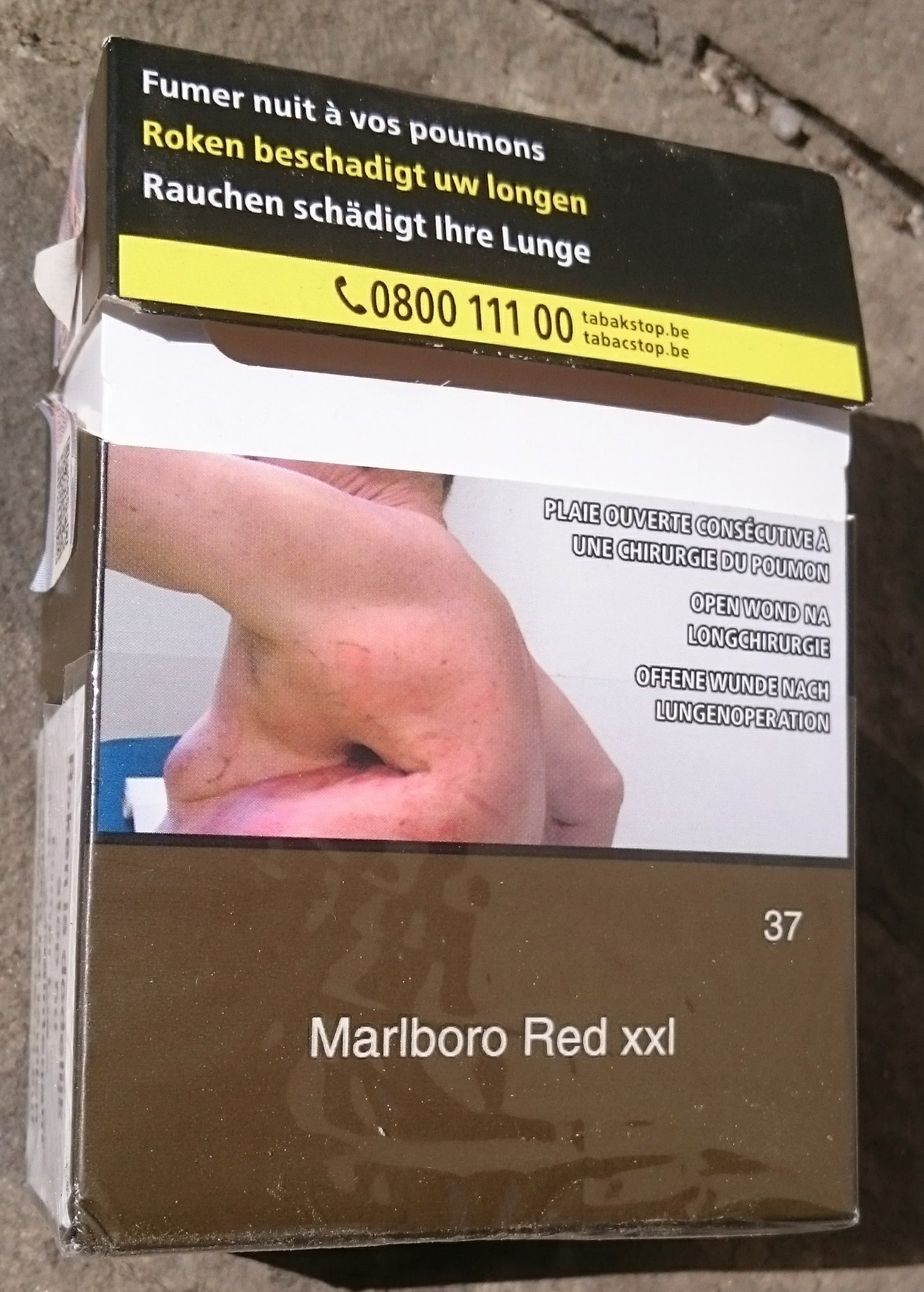
یک پاکت سیگار ساده از بلژیک

وزارت بهداشت استرالیا در ابتدا این رنگ را «سبز زیتونی» نامید، اما پس از ابراز نگرانی توسط انجمن زیتون استرالیا، این نام تغییر کرد.
از سال ۲۰۱۶، در بسیاری از کشورها از جمله کانادا، فرانسه، بریتانیا، ایرلند، اسرائیل، نروژ، نیوزلند، اسلوونی، عربستان سعودی، اروگوئه، تایلند، سنگاپور، ترکیه، بلژیک و هلند، از همین رنگ برای بسته‌بندی سیگارهای ساده استفاده شده‌است.
این رنگ همچنین به‌طور گسترده، اما به اشتباه به عنوان «کاناپه مات» شناخته شده‌است. در واقع این کلمه به زبان فرانسوی به معنای "مدر لایه‌ای" است، که اشاره به استفاده بر روی کاغذ پوشش داده شده‌است. این سردرگمی ممکن است به این دلیل به وجود آمده باشد که "Pantone Opaque Couché" نام فرانسوی یک کتابخانه نمونه (پالت) است که در ادوبی ایلاستریتور حاوی این رنگ است و برای چاپ با رنگ‌های جوهر جامد روی کاغذ پوشش داده شده در نظر گرفته شده‌است. در زبان انگلیسی این کتابخانه به عنوان "Pantone solid coated" شناخته می‌شود.